# Biekchan Mankijew
Biekchan Junuzowicz Mankijew (ros. Бекхан Юнузович Манкиев; ur. 15 września 1986) – rosyjski zapaśnik startujący w stylu klasycznym. Brązowy medalista mistrzostw świata w 2011. Trzeci ma mistrzostwach Europy w 2009 i 2013. Pierwszy w Pucharze Świata 2009 i piąty w 2013. Pierwszy na Światowych Igrzyskach Sportów Walki w 2013. Mistrz Rosji w 2011, drugi w 2013 i trzeci w 2008 roku.
Jego brat Nazir Mankijew, zdobył tytuł zapaśniczego mistrza olimpijskiego w Pekinie w 2008 roku.